# Пинелас Парк (Флорида)
Пинелас Парк (енгл. Pinellas Park) град је у америчкој савезној држави Флорида. По попису становништва из 2010. у њему је живело 49.079 становника.

## Демографија
Према попису становништва из 2010. у граду је живело 49.079 становника, што је 3.421 (7,5%) становника више него 2000. године.
| Група             | 2000.          | 2010.          |
| Белци             | 38.962 (85,3%) | 36.851 (75,1%) |
| Афроамериканци    | 952 (2,1%)     | 2.310 (4,7%)   |
| Азијати           | 1.941 (4,3%)   | 3.578 (7,3%)   |
| Хиспаноамериканци | 2.856 (6,3%)   | 5.266 (10,7%)  |
| Укупно            | 45.658         | 49.079         |